# Climatius
Climatius (лат.) — род акантод из семейства Climatiidae отряда климатиеобразных, живших с конца силурийского периода до окончания нижнедевонской эпохи (423,0—393,3 млн лет назад). Ископаемые остатки найдены в Европе (силур Эстонии и девон Великобритании), Северной (девон Канады) и Южной Америках (девон Боливии).
Судя по мощному хвостовому и стабилизирующим плавникам, были, вероятно, активными хищниками, охотящимися на других рыб и ракообразных.

## Строение
О деталях строения Climatius у специалистов нет единого мнения.

### Мнение № 1
Как считают одни учёные, Climatius был обладателем множества плавниковых шипов — ихтиодорулитов, но при этом у него был неполный набор плавников: хвостовой, непарный задний спинной и анальный плавники, укреплённые ихтиодорулитами. За парными грудными, промежуточными и брюшными ихтиодорулитами, согласно этой точке зрения, никаких плавников не было. Также без плавника был передний спинной шип. Между парными грудными шипами располагались костные пластинки, которые срослись с ихтиодорулитами и образовали плечевой пояс рыбы. Кроме того, согласно этой версии, как и все акантоды, Climatius был тупоголовой рыбой с глазами, сильно приближёнными к переднему краю черепа. В длину он составлял 7,5—13 см.
Итак, в этой реконструкции Climatius предстаёт весьма колючей рыбой, почти лишённой плавников.

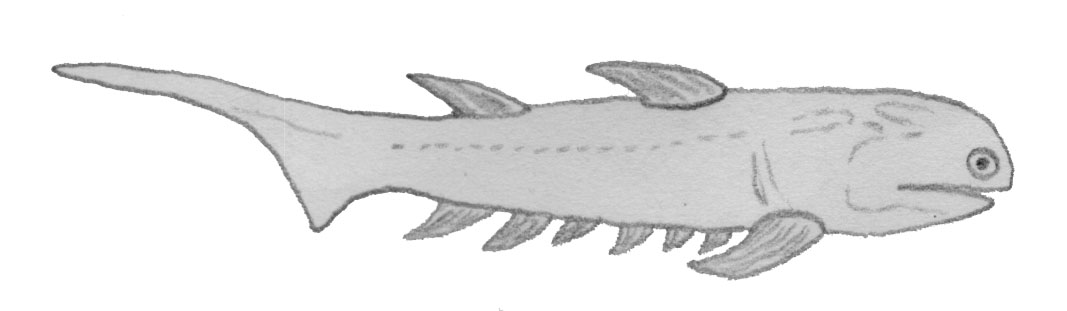
Многоплавниковый вариант реконструкции

### Мнение № 2
Другие учёные полагают, что почти за каждым шипом располагался плавник.
В такой реконструкции рыба напоминает парусный фрегат XVIII—XIX веков.
При этом одни исследователи считают, что плавники были небольшими, «зачаточными», а грудные плавники вовсе отсутствовали, но другие ратуют за многоплавникового Climatius.

## Классификация
По данным сайта Paleobiology Database, на ноябрь 2021 года в род включают 5 вымерших видов:
- Climatius grandis (Powrie, 1870) [syn. Euthacanthus grandis Powrie, 1864]
- Climatius latispinosus (Whiteaves, 1881) [syn. Ctenacanthus latispinosus Whiteaves, 1881]
- Climatius reticulatus Agassiz, 1845
- Climatius scutiger Egerton, 1860
- Climatius uncinatus Powrie, 1864